# El Croquis
El Croquis ist eine spanische Architekturzeitschrift, die zweimonatlich erscheint. Die Zeitschrift erscheint mit spanischen und englischen Textbeiträgen, wird in Europa, Amerika und Asien vertrieben und gilt als eine sehr renommierte Publikation im Bereich Architektur und Städtebau. In Monografien wird eine Zeitspanne des Werkes von international bekannten Architektur- oder Städtebaubüros detailliert beschrieben. Dazu dienen Pläne, Modellfotos, den Entwurfs- und Entstehungsprozess eines Werkes beschreibende Skizzen und Arbeitsmodelle sowie Fotos des Gebäudes. Zusätzlich zu der Zeitschriftenreihe publiziert El Croquis Sammelbände in Buchform über Büros, die bereits in mehreren einzelnen Monografien besprochen wurden, sowie die nur in spanischer Sprache erscheinende Buchreihe Biblioteca de Arquitectura Series mit Monografien des geschriebenen Werks verschiedener Architekten der klassischen Moderne.

## Publikationen (Auswahl)
El Croquis (Zeitschrift)
- 51 Bonell/Gil/Rius, De Las Casas/Lorenzo, Vazquez Consuegra, Mangado/Alzugaray, Mateo/Moliner
- 71 Toyo Ito 1986–1995
- 73II Juan Navarro Baldeweg 1992–1995
- 88/89 WORLDS [one] 1998
- 91 WORLDS [two] 1998
- 92 WORLDS [three] 1998
- 102 Annette Gigon/Mike Guyer 1989–2000
- 104 Dominique Perrault 1990–2001
- 105 Bolles+Wilson 1995–2001
- 109/110 Herzog & de Meuron 1998–2002
- 111 MVRDV 1997–2002
- 114 [I]+[II] Sauerbruch Hutton Architects 1997–2003 + Njiric+Njiric 1997–2003
- 117 Frank Gehry 1996–2003
- 118 Cero.9 + Ábalos & Herreros + No.mad
- 119 Work Systems
- 123 Toyo Ito 2001–2005
- 124 Eduardo Souto de Moura 1995–2005
- 125 Stéphane Beel 1992–2005
- 126 Xaveer de Geyter 1992–2005
- 127 John Pawson 1995–2005
- 128 Josep Llinás 2000–2005
- 129/130 Herzog & de Meuron 2002–2006
- 131/132 OMA 1996–2006
- 133 Juan Navarro Baldeweg 1997/2006
- 134/135 OMA 1996–2007
- 136/137 WORK SYSTEMS II
- 138 RCR Arquitectes
- 139 SANAA 2004–2008 Sejima/Nishizawa
- 140 Álvaro Siza Vieira 2001–2008
- 141 Steven Holl 2004–2008
- 142 Architectural Practices
- 143 Annette Gigon / Mike Guyer 2001–2008 (ISBN 978-84-88386-52-6)
- 144 EMBT 2000–2009 (ISBN 978-84-88386-53-3)
- 145 Christian Kerez 1992–2009 (ISBN 978-84-88386-54-0)
- 146 Eduardo Souto de Moura 2005–2009 (ISBN 978-84-88386-55-7)
- 147 Toyo Ito 2005–2009: Liquide Space (ISBN 978-84-88386-56-4)
- 148 Collective Experiments – Spanish Architects 2010 (ISBN 978-84-88386-57-1)
- 149 Collective Experiments II (ISBN 978-84-88386-58-8)
- 150 David Chipperfield 2006–2010 (ISBN 978-84-88386-59-5)
- 151 Sou Fujimoto 2003–2010 (ISBN 978-84-88386-61-8)
- 152/153 Herzog & de Meuron 2005–2010 (ISBN 978-84-88386-62-5)
- 154 Aires Mateus 2002–2011 (ISBN 978-84-88386-63-2)
- 155 Sanaa 2008–2011 (ISBN 978-84-88386-64-9)
- 156 Valerio Olgiati 1996–2011 (ISBN 978-84-88386-65-6)
- 157 Studio Mumbai 2003–2011 (ISBN 978-84-88386-67-0)
- 158 John Pawson 2006–2011 (ISBN 978-84-88386-68-7)
- 159 Neutelings Riedijk 2003–2012 (ISBN 978-84-88386-69-4)
- 160 Bevk Perovic 2004–2012 (ISBN 978-84-88386-70-0)
- 161 Mansilla + Tunon 1992–2012 (ISBN 978-84-88386-71-7)
- 162 RCR Arquitectes 2007–2012 (ISBN 978-84-88386-72-4)
- 163/164 Glenn Murcutt 1980–2012 (ISBN 978-84-88386-73-1)
- 165 Sean Godsell 1997–2013 (ISBN 978-84-88386-74-8)
- 166 Caruso St John 1993–2013 (ISBN 978-84-88386-75-5)
- 167 Smiljan Radic 2003–2013 (ISBN 978-84-88386-76-2)
- 168/169 Alvaro Siza 2008–2013 (ISBN 978-84-88386-77-9)
- 170 Joao Luis Carrilho da Graca 2002–2103 (ISBN 978-84-88386-78-6)
- 171 SelgasCano 2003–2013 (ISBN 978-84-88386-79-3)
- 172 Steven Holl 2008–2014 (ISBN 978-84-88386-80-9)
- 173 MVRDV 2003–2014 (ISBN 978-84-88386-81-6)
- 174 David Chipperfield 2010–2014 (ISBN 978-84-88386-82-3)
- 185 OFFICE KGDVS (Kersten Geers, David Van Severen)
- 188 Tham & Videgård 2005–2017
- 196 Karamuk Kuo 2009–2018
- 197 BRUTHER (Alexandre Thériot, Stéphanie Bru)  2012–2018
- 202 Bernardo Bader 2009–2019 (ISBN 978-84-12003-44-4)
- 204 Xaveer de Geyter 2005–2020
- 206 Studio Anne Holtrop 2009–2020
- 208 DOGMA 2002–2021
- 209 Roger Boltshauser 2002–2021
- 214 Pezo von Ellrichshausen 2005–2022

Biblioteca de Arquitectura Series (nur auf Spanisch)
- 1 Adolf Loos. Escritos I 1897–1909
- 2 Adolf Loos. Escritos II 1910–1933
- 3 Otto Wagner. La arquitectura de nuestro tiempo
- 4 Le Corbusier. Acerca del Purismo 1918–1926
- 5 Mies van der Rohe. La palabra sin artificio 1922–1968
- 6 Bruno Taut. Escritos expresionistas
- 7 Frank Lloyd Wright. Autobiografía 1867 [1944]
- 8 Alvar Aalto. De palabra y por escrito
- 9 Luis Barragán. Escritos y conversaciones
- 10 E.G. Asplund. Escritos 1906–1940 Cuaderno de Viaje 1913
- 11 Louis I. Kahn. Escritos, conferencias, entrevistas
- 12 Moisei Ginzgurg. Escritos 1923–1930